# کیسییتسیته
کیسییتسیته (به بلغاری: Kisiytsite) یک منطقهٔ مسکونی در بلغارستان است که در تریاونا واقع شده‌است.